# Junkers EF 009
Uzasadnienie: Ten sam samolot. Oznaczenie EF oznacza Entwicklungs-Flugzeug (samolot doświadczalny), a Ju P.009 to prawdopodobnie oznaczenie docelowe, gdyby wszedł on do produkcji
Junkers EF 009 „Hubjäger” – niemiecki projekt jednoosobowego samolotu myśliwskiego z okresu końca II wojny światowej.
Miał to być dolnopłat zasilany przez 10 silników (najprawdopodobniej rakietowych), z których cztery miały być zamontowane pod kadłubem, a pozostałe sześć na górze samolotu przed kabiną pilota. Start odbywałby się za pomocą specjalnej wyrzutni na płozach lub jak rakieta. Uzbrojenie miały stanowić dwa działka MK 108 kal. 30 mm. Z powodu krótkiego zasięgu (paliwa starczałoby na kilka minut lotu) samolot miał być używany do ochrony najważniejszych obiektów państwowych.